# Poczmistrz
Poczmistrz, pocztmistrz – dawne określenie stanowiska kierownika urzędu pocztowego.